# Ламби Гегприфти
Ламби Гегприфти (на албански: Llambi Gegprifti) е албански комунистически политик. Гегприфти е кмет на Тирана (председател на Изпълнителния комитет на Народния съвет на Тирански окръг от 1986 до 1987 и от 1989 до 1990 година. Той е кандидат-член на Политбюро на Трудовата партия на Албания с мандат от 1971, 1976, 1981, и 1986 година.

## Биография
Роден е в македонското албанско градче Поградец през 1942 г. През юли 1974 година Гегприфти е избран за заместник-министър на отбраната. Заедно с Хекуран Исай, Пали Миска и Киряко Михаил е част от новото поколение литдери на Трудовата партия на Албания. В 1978 година е избран за депутат от окръг Поградец. На 15 януари 1982 година е назначен за министър на индустрията и мините в първото правителство на Адил Чарчани, позиция, която той запазва до 23 ноември 1982 година. От 20 февруари 1987 до 2 февруари 1989 година, той отново е министър на индустрията и мините в третото правителство на Чарчани.
След падането на комунизма от власт в страната, на 13 декември 1993 година той е осъден на 8 години затвор от специален съд за финансови злоупотреби. Излежава само една година и е освободен от Апелативния съд на 30 ноември 1994 година.
Гегприфти напуска Албания през 1995 година. На 29 септември 1996 година Тиранският окръжен съд съди девет бивши членове на Трудовата партия на Албания за „престъпления срещу човечеството“, тъй като „бидейки на високи държавни длъжности не са действали на базата на законите, а са задоволявали страстите си и незаконните заповеди“. Деветимата обвиняеми получават следните присъди: Гегприфти, Шкелким Байрактари и Назми Доми 20 години, Иракли Веро и Веиз Хадери 16 години, Сюлейман Абази, Идает Бекири, Ленка Чуко и Агрон Тафа 15 години затвор. Гегприфти и четирима други са осъдени задочно.
След безредиците от 1997 година присъдите а отменени.